# Jamesdicksonia dactylidis
Jamesdicksonia dactylidis är en svampart som först beskrevs av Giovanni Passerini, och fick sitt nu gällande namn av R. Bauer, Begerow, A. Nagler & Oberw. 2001. Jamesdicksonia dactylidis ingår i släktet Jamesdicksonia och familjen Georgefischeriaceae.   Inga underarter finns listade i Catalogue of Life.